# Cultura Recuay
```
   [[Categoria:Estados extintos da América do Sul|Cultura Recuay, 
200
]]
```

Recuay é uma cultura arqueológica do antigo Peru que se desenvolveu no Altiplano do atual departamento peruano de Ancash entre 200 e 600. Corresponde ao Período denominado Desenvolvimento Regionais ou Intermédio Inicial, também conhecida como Cultura Huaylas ou Santa .

## Origens
Assim como as outras culturas do Intermédio Inicial, pouco se sabe sobre como essa cultura surgiu. A hipótese mais aceita é que foi uma extensão da Cultura Chavín, após a influência do estilo "Branco sobre vermelho" na região. Quanto ao aspecto político, há uma hipótese que questiona sua autonomia e argumenta que Recuay seria parte de uma das muitas unidades políticas que compunham o estado Moche.
A Cultura Recuay é caracterizada por sua cerâmica e pela litoescultura, foi inicialmente descrito por Seler em 1893 , com base em cerâmica que existia no Museu Etnográfico de Berlim por M. Mariano Macedo. Seler denominou Recuay o estilo de cerâmica, com base no relatório que afirmava que as peças haviam sido encontradas na cidade de Recuay. Estudos posteriores mostraram que essa cerâmica característica não era originalmente de Recuay, mas de Copa, perto de Carhuaz, então a mudança de nome foi proposta para aquela cidade. Em alguns casos o nome Huaylas foi usado para identificar essa cultura. Em 1919, Julio C. Tello explorou a área e recuperou esculturas de pedra e cerâmicas do tipo Recuay. Na década de 1960, Rafael Larco Hoyle propôs mudar as denominações de Recuay e Copa por Santa, sustentando que o estilo Recuay tinha originado nas regiões costeiras do vale de Santa. No entanto, o nome Recuay persistiu.

## Cronologia
Sua cronologia também não apresenta consenso. Sua origem varia entre  0 e 200 d.C. e seu colapso comumente é fixado em torno de 600 d.C. causado provavelmente pela irrupção dos conquistadores Huari.

## Localização geográfica
Cobria quase todo o Callejón de Huaylas, um estreito vale alimentado pelo rio Santa e cercado por duas cadeias de montanhas, a Cordilheira Branca a oeste e a Cordilheira Negra a leste. Sua influência se estendeu no leste até a bacia do rio Marañón e no oeste, até as partes altas dos vales de Santa, Casma e Huarmey . No norte chegou à cidade de Pashas, na província de Pallasca .
Inicialmente a área de Copa na província de Recuay (departamento de Ancash) parece ter sido o centro ou principal núcleo coeso dessa cultura. Por isso o nome da cultura foi derivado da província do mesmo nome. Outros assentamentos importantes foram Huilcahuaín (próximo da atual cidade de Ancash), Catac, Araucay, Tambo, Jancu, Upayacu e Pashash (próximo da atual cidade de Cabana).

## Sítios arqueológicos
Os assentamentos de Recuay são relativamente pequenos, espalhados, e localizados preferencialmente em colinas e morros. Normalmente existia uma plataforma caráter cerimonial se elevando do centro do assentamento, enquanto as câmaras funerárias estariam localizadas na área circundante. Apenas alguns assentamentos podem ser considerados centros locais, a julgar pela monumentalidade de seus muros e recintos. Uma característica desta cultura são as fortificações onde havia um perfeito controle visual dos campos e das vias de acesso, como Pashah.

#### Copa
Era um sítio arqueológico perto de Carhuaz, na margem direita do Rio Santa, no sopé da Cordilheira Branca, que parece ter sido o centro da cultura Recuay.

#### Pashash
É um sítio arqueológico estrategicamente localizado perto da cidade de Cabana . Ele destaca uma parede espessa que circunda todo o edifício, provavelmente para evitar a entrada de inimigos.

#### Huilcahuaín
Um dos principais assentamentos da cultura Recuay. Formado por um conjunto de edifícios, perto da cidade de Huaraz . Sua construção mais importante é um prédio de 3 andares que atingia a altura de 9 metros. Aparentemente, este edifício fazia parte de um complexo urbano, cuja extensão é desconhecida. Após a conquista Huari, sofreu uma ocupação militar e é provável que tenha se tornado o local em que os Huari iniciaram sua dominação sobre o Callejón de Huaylas.